# Cidra (Portoryko)
Cidra – miasto w Portoryko, w gminie Cidra.